# Тирада о носе

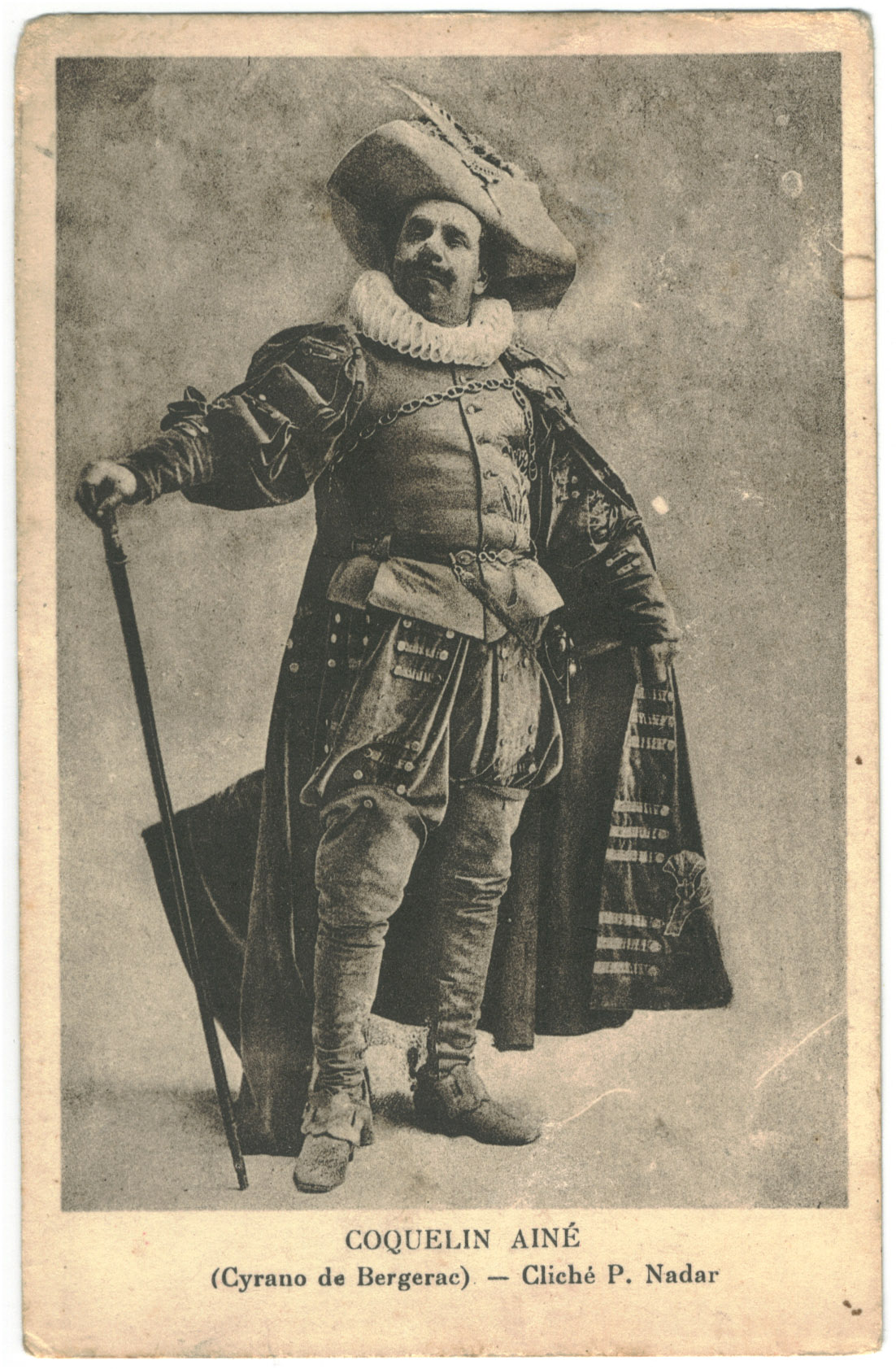
Бенуа-Констан Коклен в роли Сирано де Бержерака

Тира́да о но́се (фр. tirade du nez), также тира́да о носа́х (фр. tirade des nez) — название известного монолога из пятиактной героической комедии в стихах французского драматурга-неоромантика Эдмона Ростана «Сирано де Бержерак». Пьеса повествует о любви и судьбе поэта, философа, дуэлянта Сирано де Бержерака к его кузине Роксане, не сумевшей вовремя оценить его отважный, благородный характер и литературное дарование. Свободолюбивый поэт погибает, бросая вызов Смерти, перед этим признавшись в своих чувствах любимой. Действие драмы происходит в так называемый Великий век французской истории и литературы, насыщено местным колоритом, а также персонажами, чьи образы восходят к реальным лицам.
Монолог в первом акте Сирано, обладающий непропорционально большим носом, произносит в ответ на насмешку над этим физическим недостатком со стороны заносчивого виконта Вальвера. В ответ на банальный упрёк в размере носа, Сирано в пространной тираде приводит двадцать остроумных реплик о своём недостатке. После этого он вызывает виконта на дуэль, сочиняя на ходу хулительную балладу, и ранит его.
Долгое время реальный Бержерак был мало известен широкой публике и возрождение интереса к его личности связывают с очерками поэтов-романтиков — Шарля Нодье и Теофиля Готье. У последнего имеется пространный пассаж о носе Бержерака и влиянии на его характер этой части лица. Предполагается, что знакомый с этим эссе Ростан мог использовать его в качестве отправной точки для своего монолога. Другие исследователи отмечали, что близкое по форме и содержанию рассуждение имеется в диалоге Эразма Роттердамского, что, вероятно, нашло отражение в пьесе.

## Содержание

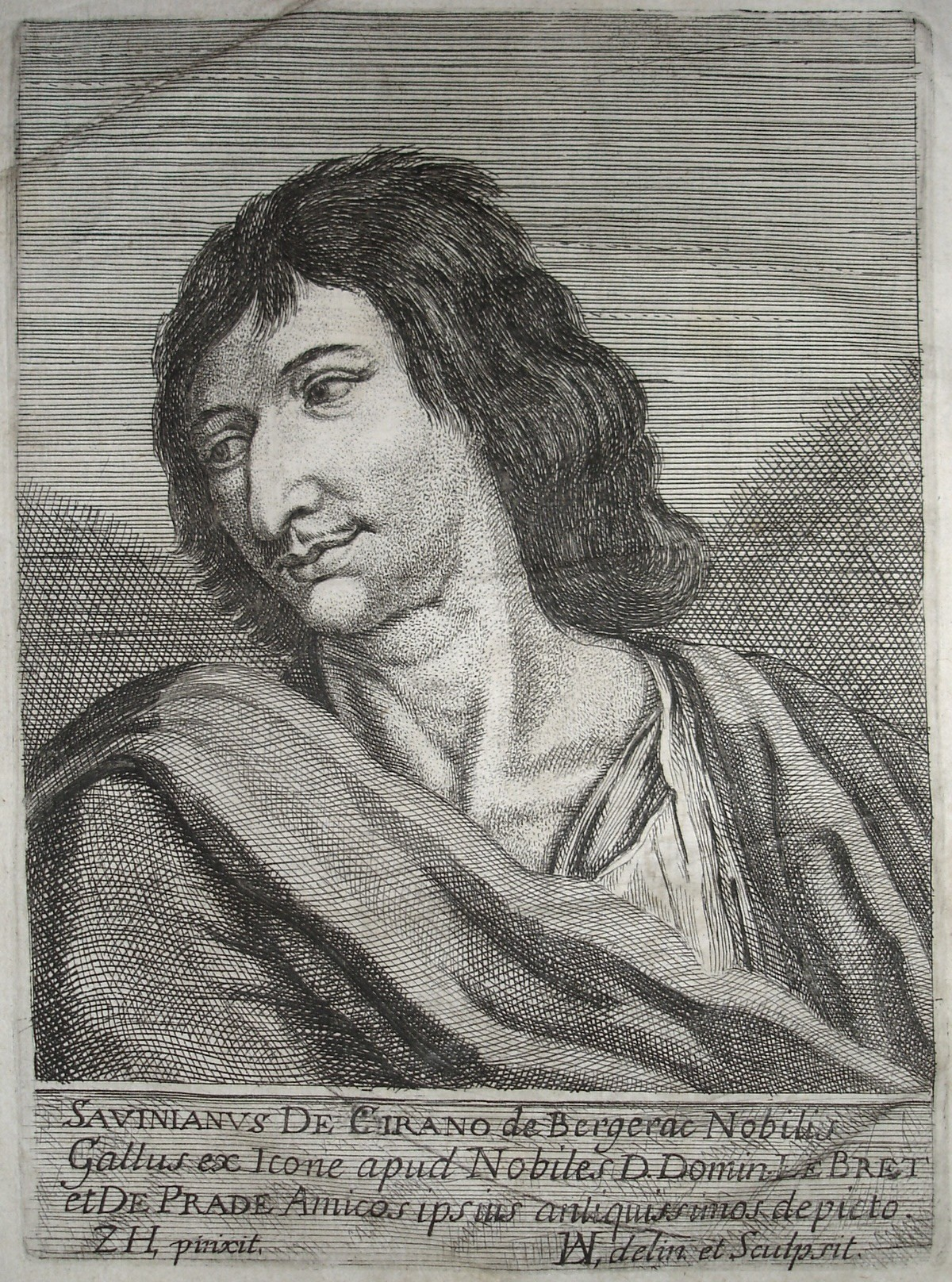
Гравюра с изображением Сирано де Бержерака, помещённая в издании его сочинений в 1654 году

Действие героической комедии Эдмона Ростана начинается в 1640 году во время спектакля в парижском театре «Бургундский Отель». В ней фигурирует значительное количество исторических персонажей — современников реального Сирано де Бержерака, но чьи образы, как и заглавного персонажа, были творчески переработаны автором. Со временем имя свободолюбивого поэта и философа стало нарицательным для обозначения человека с огромным носом. В начале пьесы друг Сирано кондитер Франсуа Рагно (реальный представитель богемы, умер в 1654 году) рассказывает: «И нос! Таких носов на свете больше нет! // Завидя этот нос, плывущий величаво, // Любой воскликнет: „Нет, уж это слишком, право! Он, верно, накладной!“ Да только вот беда: Месье де Сирано с ним сросся навсегда».
Сам же поэт заявляет, что любого, кто будет высмеивать его нос, он проучит, а если это будет дворянин, то вызовет обидчика на дуэль. Присутствующий на спектакле заносчивый виконт де Вальвер оскорбляет свободолюбивого Сирано и говорит, что «Ваш нос… да-да… ваш нос… весьма велик». Такое краткое и банальное оскорбление вызывает насмешку со стороны Бержерака, и он в ответ начинает приводить несравненно более остроумные реплики о своём носе. Каждая из двадцати последующих его острот начинается с пояснительного слова-характеристики: «Задиристо», «Благожелательно», «Метафорически», «Пытливо», «Жеманно», «Язвительно», «Сочувственно», «Сердечно», «Учёно», «Развязно», «Напыщенно», «Уныло», «Угодливо», «Шутливо», «Восторженно», «Наивно», «Простецки», «Воинственно», «Практично», «как Пирам, пролить потоки слёз…». Заканчивается монолог выпадом Сирано в адрес своего обидчика, который, по его словам, не обладает ни остроумием, ни умом: «Но если бы, виконт, возвысившись рассудком, // Вы чудом обрели талант к ехидным шуткам // По образцу моих — поверьте, в тот же миг // Я вас заставил бы попридержать язык. // Я над собою сам готов смеяться вволю, Но помогать мне в том вам, сударь, не позволю».
Обозлённый виконт восклицает, что Сирано «дворянчик», который одет как слуга, кроме того, он бросает в его адрес упрёки: «Болван! Чурбан! Прохвост! Тупица! Образина!». В ответ на оскорбления поэт вызывает обидчика на поединок, во время которого на ходу сочиняет и декламирует хулительную балладу про их дуэль, после чего ранит де Вальера, а зрители театра аплодируют таланту и отваге вольнодумца.

## История

### Приём и восприятие пьесы

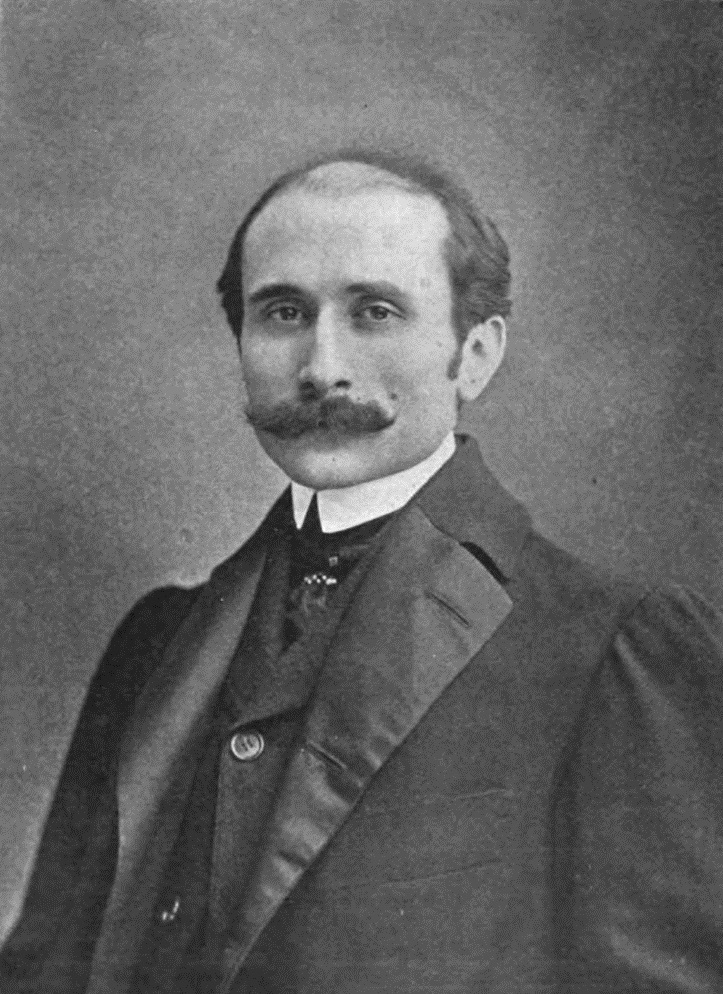
Эдмон Ростан

Героическая комедия Эдмона Ростана «Сирано де Бержерак», ставшая одной из самых известных в истории французского неоромантизма и театра, была поставлена в парижском театре Порт-Сен-Мартен 28 декабря 1897 года. В роли Сирано выступил директор театра и его ведущий актёр Коклен-старший, которому пьеса и была посвящена. Она была написана классическим александрийским стихом, в качестве как стилизации и оммажа поэтической традиции XVII века, так и свидетельства романтических устремлений автора.
На премьере пьеса была встречена с беспримерным успехом, сравнимым только с триумфальным приёмом «Сида» Пьера Корнеля и «Эрнани» Виктора Гюго; однако перед этим ничто не предвещало такого успеха. Так, на генеральной репетиции автор в слезах обнял Коклена и произнёс: «Простите меня, друг мой! Простите за то, что я втравил вас в это безнадёжное дело!». Кроме того, Ростан был удручён отношением одного из близких друзей, уговаривавшего его жену поэтессу Роземонду Жерар выбросить из спектакля ставший впоследствии знаменитым монолог о носе, так как эта длинная речь персонажа могла привести к тому, что драма, дескать, «станет всеобщим посмешищем!» Через полтора десятка лет автор вспоминал, что ни Коклен, ни другие исполнители не ожидали тёплого приёма со стороны публики, а сам Ростан был «страшно угнетён — сомнения и опасения других подавили меня».
Однако опасения причастных к постановке оказались напрасными. Уже после пятого акта зрители устроили овацию, скандируя: «Эд-мон Рос-тан!..». После спектакля уставший, но счастливый Коклен, найдя автора, сказал ему: «За такое произведение приятно и погибнуть». Пьесу, возрождавшую романтические традиции Гюго, с воодушевлением приняли не только театралы, но и критика. Вместе с тем со стороны сторонников реалистического театра (о чём свидетельствует, например, дневниковая запись режиссёра Андре Антуана, не преминувшего заметить о «чуде» Ростана) поздняя «вспышка» романтизма вызвала опасения за судьбу близкой ими эстетики. И действительно, правая критика использовала успех Ростана для нападок на социальную, реалистическую драму. В 1913 году — за несколько лет до смерти драматурга — он присутствовал на тысячном представлении своего самого прославленного сочинения. Анализируя успех этой драмы («одной из самых играемых пьес французского театра»), Ефим Эткинд отмечал: «Ростан ухитрился соединить в ней самые разные начала — патетическое и смешное, сентиментальное и героическое, искромётно-остроумное и медлительно-раздумчивое, романтически-декоративное и исторически-достоверное».

### Легенда о носе Сирано
Благодаря беспримерному успеху на премьере, а также последующей популярности драмы, исторический прототип — воин, сатирик, поэт, драматург, философ Эркюль-Савиньен Сирано де Бержерак (1619—1655) — получил дополнительную известность, войдя в ряд «популярных героев» французской культуры. За несколько десятилетий до этого интерес к полузабытому поэту-вольнодумцу XVII века сумели возродить писатели-романтики Шарль Нодье (Revue de Paris; 1831) и Теофиль Готье (France littéraire; 1834). На волне этого интереса в 1858 году было издано собрание сочинений Бержерака, его личность стала привлекать внимание исследователей и читателей. В 1876 году французский писатель и либреттист Луи Галле опубликовал авантюрный роман «Капитан Сатана» (Le capitaine Satan), где Сирано представлен в роли «волшебного помощника» центральных персонажей. В этой полной приключений книге Сирано наделён «огромным, острым носом, почти закрывавшим верхнюю губу, настоящим „богатырским“ носом, как называл его один из биографов поэта».
Сирано был более всего известен своим «громадным» носом, но исследователи сомневаются в исторической достоверности данного факта. Распространению легенды («носологической мифологии», по выражению историка литературы Веры Мильчиной) об этом физическом недостатке, видимо, способствовали слова из фантастического романа самого Сирано «Иной свет, или Государства и Империи Луны» (Histoire comique des États et Empires du Soleil; 1662). Их произносит житель Луны при рассказе о царящих у них порядках: «…большой нос — признак остроумия, учтивости, приветливости, благородства, щедрости, маленький же нос свидетельствует о противоположных чертах. Поэтому курносых делают евнухами, ибо Республика предпочитает вовсе не иметь детей, чем иметь похожих на евнухов». Наиболее выраженно легенда о большом носе поэта Великого века проявилась в очерке Теофиля Готье «Сирано де Бержерак», вошедшем в сборник «Гротески» (1844), с которым Ростан был знаком со школьных лет. По словам Веры Мильчиной, это сочинение Готье, созданное под влиянием очерка Нодье, открывается своеобразной «поэмой в прозе», представленной «на четырёх страницах про носы вообще и гигантский нос Сирано в частности».

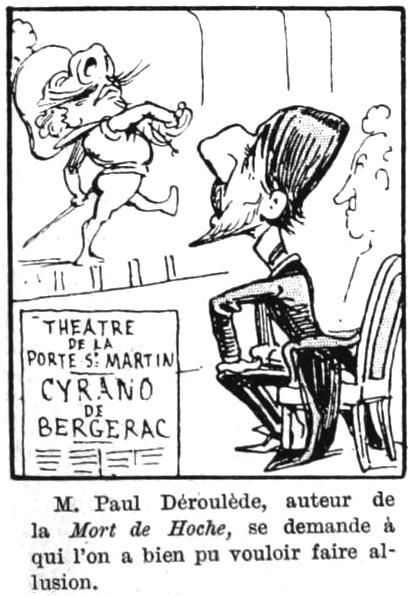
Эктор Молох. Карикатура на политика-националиста Поля Деруледа, чей пародийный образ навеян огромным носом Бержерака. 1898

Именно Готье писал о «носологии» и той роли, которую физический недостаток сыграл в судьбе поэта Великого века. Он начинал с рассуждения о том, что по мнению физиологов «длина носа — верный показатель ума, доблести и прочих достоинств и что у великого человека не может быть маленького носишки». Писатель приводил ряд исторических примеров (Сократ, Гай Юлий Цезарь, Наполеон Бонапарт, Корнель), призванных доказать, что форма носа влияет на достоинства человека и его характер. «Взгляните на портреты, на медали — вы увидите, что чем прославленнее герой, тем длиннее (но отнюдь не мокрее!) у него нос». Готье также отмечал, что его впечатление о примечательной детали лица гасконца основано на гравюре, помещённой в первый том его сочинений: «я был так поражён его гигантским и необычным по форме носом, что остановился на этом предмете дольше, чем он того заслуживает…».
Описывая портрет Бержерака, Готье останавливался на его запоминающихся особенностях, в частности, обращая внимание на следующее:
Этот неправдоподобный нос привольно раскинулся на физиономии, изображённой в три четверти, заполняя по меньшей мере одну её четверть; посередине он являет собой гору, уступающую по высоте разве что Гималаям, а затем устремляется вниз, застилая широкой тенью весь рот… Когда бы не нос, какой это был бы красивый молодой человек! Впрочем, сей злополучный орган стал для Сирано де Бержерака поводом, что ни день, проявлять в нескончаемых дуэлях свою отвагу. Если кто-нибудь имел несчастие, взглянув на этот нос, не скрыть своего удивления, любопытного немедля ждал поединок.
Поль Лакруа при издании в 1858 года сочинений (2‐е изд. 1875) поэта в предисловии «Историческая заметка о Сирано де Бержераке» писал: «Он, как выразился Шарль Нодье, считал оскорблением чрезмерное внимание к многочисленным шрамам, покрывавшим его нос». Предполагается, что Нодье, возможно, наткнулся на этот факт в «Литературных анекдотах» аббата Рейналя, где упоминалось, что за насмешки над своим искалеченным носом Сирано заколол с десяток человек. В то же время Лакруа не отразил «носологические» рассуждения из очерка Готье. В хронологически наиболее близком к появлению пьесы Ростана издании произведений Сирано, увидевшем свет в 1886 году, в предисловии Эжена Мюллера вообще не упоминались ни Нодье и Готье, ни большой нос поэта.

### Характеристика монолога
Героическая комедия «Сирано де Бержерак» — это пьеса о поэте, написанная большим поэтом. Это подлинная вершина творчества Ростана. Как поэт автор достигает здесь отточенного мастерства. Стих комедии гибок, выразителен и лёгок. Он то плавно течёт, то стремительно несётся вперёд. Поэту одинаково удаются и большие философские или лирические монологи, и динамичные диалоги, подлинные словесные поединки. Рифмы Ростана, как правило, свежи, неожиданны, исполнены смысла; велика их организующая роль.
Одной из самых известных сцен драмы стал остроумный монолог (тирада) Сирано о носе (акт I, сцена IV), возникший как ответ на не блещущее оригинальностью замечание спесивого, но малоодарённого виконта де Вальера, из числа приближённых графа Антуана де Гиша, герцога де Граммона (1604—1608). Знаменитая сцена из пьесы демонстрирует яркий литературный талант Сирано, его высокую образованность, чувство юмора и самоиронию. По мнению исследователей, заглавный персонаж героической комедии воспринимает критику и даже оскорбление только тогда, когда это исходит от него или, возможно, кого-то, кого он считает достойным. По оценке литературоведа Михаила Яснова, вероятнее всего, что «образ носа» для легендарного французского вольнодумца прежде всего представляет собой символ, метафору свободы, является олицетворением «свободы мысли, поступков, фантазии, всего, ради чего он жил и писал».
Большое впечатление пьеса произвела на Максима Горького, побывавшего в начале 1900 года на спектакле в Нижнем Новгороде. Своими рассуждениями писатель поделился с Антоном Чеховым в письме от 21—22 января того же года («А что, видели вы „Сирано де-Бержерак“ на сцене? Я недавно видел и пришёл в восторг от пьесы…») и в статье «„Сирано де-Бержерак“. Героическая комедия Эдмона Ростана» («Нижегородский листок»; 5 января 1900). В этой статье обильно цитируется текст пьесы в русскоязычном переводе T. Л. Щепкиной-Куперник. Горький характеризовал поэта как «смелого гасконца, язык которого остер, как шпага, а шпага пряма и метка, как язык», а также как «сумасброда, весельчака, который убивает пошлость и глупость, воплощённую в лице маркиза Вальвера, — убивает её, весело декламируя стихи». Этот эпизод, по мнению русского прозаика, один из лучших в героической комедии Ростана. Однако при всех достоинствах, при всей «духовной красоте» Сирано его лицо обезображено: «Он любит и страдает, ибо для него не тайна, что он — урод. На его смелом лице вырос огромный, нелепый нос. Де-Бержерак знает, что женщина, которую он любит, не отдаст ему своего сердца». Русский писатель с «удовольствием», практически полностью приводит вариации Бержерака о носе; эту сцену Горький описывает как «большую, сплошь сотканную из острот и ярко рисующую как характер героя, так и талант автора».
Ефим Эткинд назвал одной из главных причин долголетия пьесы то, что в её главном персонаже ярко воплощён национальный дух, французский (гасконский) характер героя: «Романтическое начало в пьесе очевидно: гвардейцы и мушкетёры родственны героям Александра Дюма; Сирано — бретёр и дуэлянт — близок Д’Артаньяну, его подвиги легендарны, его любовные монологи похожи на стихи Ламартина». Также популярности героя способствовало то, что в его многогранном образе слились несколько типов, литературных стилей (реальный прототип; литератор, стремящийся угодить своей любимой, пишущий в многословной для неё прециозной манере и др.). В отношении монолога о носе Эткинд отмечал его драматургическую комедийную традицию в духе Мольера.
Михаил Яснов обращал внимание, что мысли Готье о портрете Сирано, видимо, и навеяли Ростану монолог о носе. Другие исследователи (в частности, Борис Пуришев) указывали на то, что монолог восходит к сатирическому антиклерикальному диалогу «В поисках прихода» Эразма Роттердамского, который открывает его сборник «Разговоры запросто» (1518). В этой сценке встречаются два приятеля: Памфаг и Комплит, которые не видели друг друга много лет. Памфаг сумел узнать старинного друга по его большому носу и перечисляет, как его можно использовать, в том числе, например, так: «Ты станешь герольдом — он трубою, ты горнистом — он горном, ты землекопом — он заступом, ты жнецом — он серпом, ты мореходом — он якорем. На кухне он будет вилкою, за рыбною ловлею — крючком». О влиянии этого диалога на знаменитую сцену из пьесы Ростана указывал и такой крупный специалист по изучению произведений Эразма как Шимон Маркиш.
Семиотик и теоретик литературы Умберто Эко в статье «Мои списки» писал, что «известная» тирада Сирано о собственном носе основана на «оценочном перечислении свойств» — приёме, распространённом в различных культурах («хвала Тиру» гл. 27 из Книги пророка Иезекииля; Песнь Песней Соломона; «гимн в честь Англии» из второго акта исторической хроники «Ричард II» Уильяма Шекспира). Только у Ростана речь идёт не о красоте или восхвалении чего-либо, а об описании «мужского уродства». Литературовед и семиотик Сергей Зенкин привёл монолог в качестве примера «парадигматического перебора разных стилей в одном и том же тексте и для выражения одного и того же тематического инварианта». В тираде, на основе совершенно простой фразы о длинном носе, Сирано начинает импровизировать, создавая целый ряд различных изобретательных вариантов. На подобном приёме построена книга Раймона Кено «Упражнения в стиле», представляющая собой около ста вариаций, основанных на самой что ни на есть банальной истории. «В обоих случаях читателю или театральному зрителю наглядно демонстрируют разные способы сказать одно и то же, предлагая различать и опознавать коннотации, на которых они основаны», — заметил Зенкин.